# Podolínec
Podolínec (em húngaro: Podolin; alemão: Pudlein; polonês/polaco: Podoliniec) é uma cidade da Eslováquia, situada no distrito de Stará Ľubovňa, na região de Prešov. Tem 33,77 km² de área e sua população em 2018 foi estimada em 3.192 habitantes.

## Demografia
| Ano:        | 1994 | 2004   | 2014   | 2024   |
| ----------- | ---- | ------ | ------ | ------ |
| Broj ljudi: | 3114 | 3172   | 3202   | 3048   |
| Razlika:    |      | +1,86% | +0,94% | -4,80% |

| Ano:               | 2023 | 2024   |
| ------------------ | ---- | ------ |
| Número de pessoas: | 3055 | 3048   |
| Diferença:         |      | -0,22% |